# Холден, Александра
Алекса́ндра Пэйдж Хо́лден (англ. Alexandra Paige Holden; род. 30 апреля 1977, Нортфилд, Миннесота, США) — американская актриса.

## Биография
Александра Холден родилась в Нортфилде, Миннесота в семье Барри и Кристи Холденов. Она имеет скандинавские корни. Она появилась в нескольких фильмах и телешоу в начале карьеры, а в 2000 году получила периодическую роль Элизабет Стивенс, подруги Росса, в ситкоме «Друзья».
Холден сыграла главные роли в нескольких фильмах, включая триллеры «Артефакт» и «Тупик». Также у неё были заметные роли в фильмах «Сахар и перец» и «Как быть». В последние годы она в основном была заметна на телевидении, в таких сериалах как «Огни ночной пятницы», «Компаньоны» и «Риццоли и Айлс».
Она была замужем за актёром, Джонни Стронгом. Встречалась с актёром, Джои Керном.

## Избранная фильмография
- 1999 — Убийственные красотки / Drop dead gorgeous
- 2000 — Друзья / Friends
- 2001 — Сахар и перец / Sugar & Spice
- 2002 — Артефакт / Wishcraft
- 2002 — Цыпочка / The Hot Chick
- 2002 — Клиент всегда мёртв / Six Feet Under — Ребекка Лия Милфорд (Бекки Максвелл)
- 2003 — Тупик / Dead End
- 2003 — Как быть / How to Deal
- 2006 — Особый / Special
- 2007 — Огни ночной пятницы / Friday Night Lights
- 2010 — Менталист / The Mentalist
- 2011 — Компаньоны / Franklin & Bash
- 2011 — Крошка Молли / Lovely Molly
- 2012 — Риццоли и Айлс / Rizzoli & Isles
- 2012 — Доктор мафии / The Mob Doctor
- 2012 — Кости / Bones
- 2012 — Вегас / Vegas
- 2013 — За кадром... / In a World…
- 2015 — Слендер / Always Watching: A Marble Hornets Story
- 2022 ― Другие монстры / Other Monsters